# Кастрореале
Кастрореале (итал. Castroreale) је насеље у Италији у округу Месина, региону Сицилија.
Према процени из 2011. у насељу је живело 663 становника. Насеље се налази на надморској висини од 368 м.

## Становништво
| 1936. | 1951. | 1961. | 1971. | 1981. | 1991. | 2001. | 2011. |
| ----- | ----- | ----- | ----- | ----- | ----- | ----- | ----- |
| 4.600 | 4.876 | 4.326 | 3.653 | 3.394 | 3.126 | 2.910 | 2.548 |